# Taeniodera kinabaluana
Taeniodera kinabaluana är en skalbaggsart som beskrevs av Gilbert John Arrow 1932. Taeniodera kinabaluana ingår i släktet Taeniodera och familjen Cetoniidae. Inga underarter finns listade i Catalogue of Life.